# Warriors mohawks
La Mohawk Warrior Society ou Rotisken'rakéhte (aussi connue comme la Kahnawake Warrior Society) est une organisation mohawk qui cherche à protéger l'intégrité du territoire iroquois et les citoyens qui s'y trouvent ainsi qu'à affirmer l'autorité mohawk sur les terres traditionnelles de la nation mohawk, y compris par l'utilisation de tactiques telles que des barrages routiers, des expulsions et des occupations. Ses membres, et l'organisation par extension, sont communément connus sous le nom de Warriors.

## Histoire
La société est fondée en 1971 à Kahnawake au Québec (Canada). Elle gagne d'abord en notoriété en 1973 lorsqu'elle, avec des militants du Mouvement des Indiens d'Amérique, confronte la Sûreté du Québec à Kahnawake. Elle se fait aussi davantage connaître lorsqu'elle joue un rôle actif dans la crise d'Oka à Kanesatake en 1990. Les Warriors occupent une place de premier plan dans l'espace médiatique québécois lors de cet événement, ils participent aux revendications territoriales qui ont cours, notamment par des affronts avec les forces de l'ordre.